# Jean-Luc Aotret
Jean-Luc Aotret (Autret pour l'état civil), né à Bourges le 8 novembre 1956, est un poète français. 

## Biographie
D'origine bretonne, il est également d’ascendance italienne par sa grand-mère paternelle. Issu d’une formation technologique, il est un des agents du ministère de la Santé chargés du contrôle de l’eau de consommation. 
Féru de symbolisme et de mythologie, il arpente les sites archéologiques en quête d’imaginaire. Voyageur, dès sa plus tendre enfance, il continue de sillonner la France et l’Europe sur les pas des artistes qui l’inspirent. Passionné de Moyen Âge, il s’attache plus particulièrement à l’histoire et à la culture du XVe siècle où il s’alimente à la source des grands rhétoriqueurs. 
Grand randonneur, écologiste, il parcourt les sentiers de Bretagne et les chemins de Saint-Jacques-de-Compostelle, n’hésitant pas à réinvestir les formes oubliées de la poésie médiévale telle que la « baguenaude » ou le « chinquain » pour rendre compte de ses périples et de ses regards. »
Il préside l'association An Amzer et publie ses poèmes dans le journal "La feuille du temps" édité par l'association.

## Œuvre
- Via Podensis, An Amzer, 2006

## Pour approfondir